# 마라슈 삼중합점

아나톨리아판 주변의 지질과 단층을 그린 지도. 보라 선, 주황 선이 서로 교차하는 지점이 마라슈 삼중합점이다.

마라슈 삼중합점(Maraş Triple Junction)은 아나톨리아판, 아프리카판, 아라비아판 3개 판이 만나는 지구상의 삼중합점이다.
마라슈 삼중합점은 나란히 북쪽으로 주향이동하는 아프리카판과 아라비아판이 만나는, 남북으로 이어진 사해 변환단층(아프리카 열곡대의 연장선)이 아나톨리아판과 만나는 동아나톨리아 단층대와의 접점이다. 이 세 판이 만나는 지역은 알렉산드레타만 인근에 있으며 튀르키예에 있는 또 다른 삼중합점인 칼르오바 삼중합점과 약 700 km 떨어져 있다. 오랫동안 지진공백기를 겪은 삼중합점은 2023년 튀르키예-시리아 지진으로 단층이 파열되었다.

## 같이 보기
- 삼중합점